# Кулпешов, Бейбут Шайыкович
Бейбут Шайыкович Кулпешов — казахстанский математик, доктор физико-математических наук (2009), член-корреспондент Национальной академии наук Республики Казахстан, профессор Международного университета информационных технологий, главный научный сотрудник института математики и математического моделирования. Число Эрдёша — 3.

## Научная деятельность

### Основные результаты
- Решена проблема Воота для вполне о-минимальных теорий (совместно с Судоплатовым С. В.).
- Введен и исследован новый вариант о-минимальности: слабая циклическая минимальность (совместно с Д. Макферсоном).
- Получено полное описание поведения определимых унарных функций в счетно-категоричных 1-транзитивных слабо циклически минимальных структурах.
- Найден критерий бинарности счетно-категоричных слабо о-минимальных структур в терминах ранга выпуклости.

### Основные публикации
- B. Sh. Kulpeshov, «Weakly o-minimal structures and some of their properties», Макс of Symbolic Logic, 63:4 (1998), 1511—1528
- B. Sh. Kulpeshov, H. D. Macpherson, «Minimality conditions on circularly ordered structures», Mathematical Logic Quarterly, 51:4 (2005), 377—399
- Б. Ш. Кулпешов, «О бинарности ℵ0-категоричных слабо о-минимальных теорий», Алгебра и Логика, 44:4 (2005), 459—473
- B. Sh. Kulpeshov, «On ℵ0-categorical weakly circularly minimal structures», Mathematical Logic Quarterly, 52:6 (2006), 555—544
- B. Sh. Kulpeshov, «Criterion for binarity of ℵ0-categorical weakly o-minimal theories», Annals of Pure and Applied Logic, 145:3 (2007), 354—367

## Награды
- Лауреат премии Министерства науки — Академии наук РК за лучшие научные исследования для талантливых молодых ученых (1996).
- Стипендиат государственной научной стипендии для талантливых молодых ученых (2001—2002).
- Обладатель гранта Президента Республики Казахстан для поддержки молодых ученых на обучение и стажировку в зарубежных научных центрах (2003).
- Обладатель грантов CDRF No. KM2-2246 «Problems in Logic: Theory of Models and Relation Databases» (2000—2002) и No. KZM1-2620-AL-04 «Problems in Logic: Expansions of Stable and Ordered Structures» (2004—2006) в составе группы.
- Лауреат премии имени К. И. Сатпаева за лучшие научные исследования по естественным наукам (2008).